# اعتراض خاموش
اعتراض خاموش، تلاشی سازمان‌یافته است که در آن شرکت‌کنندگان برای نشان دادن نارضایتی خود، سکوت می‌کنند. این رفتار به عنوان شکلی از نافرمانی مدنی و مقاومت غیرخشونت‌آمیز استفاده می‌شود که ابراز نظرات مختلف را از طریق اعمال خاصی مانند عدم حمایت از یک محصول خاص، شرکت در رژه‌های دسته‌جمعی، داشتن نمادگرایی و آموزش و تشویق سایر افراد برای پیوستن به اعتراض را تشویق می‌کند. هدف این امر، پشتیبانی و حل مسائل مختلف مربوط به نابرابری، ایجاد صلح و مشکلات رهبری ملت است.

## مثال‌ها
- در ۲۸ ژوئیه ۱۹۱۷، یک رژه سکوت در نیویورک در اعتراض به لینچ‌کردن برگزار شد.
- درود قدرت سیاه در المپیک ۱۹۶۸
- المپیک تابستانی ۱۹۶۸، ژیمناست اهل جمهوری چک، ویرا چاسلاوسکا، هنگام پخش سرود دولتی اتحاد جماهیر شوروی، نگاهش را به دور انداخت.[۲]
- ان‌اواچ۸
- اعتراضات ۲۰۱۱ بلاروس